# 69-й гвардейский истребительный авиационный полк
69-й гвардейский истребительный авиационный Краковский ордена Александра Невского полк (69-й гв. иап) — воинская часть Военно-воздушных сил (ВВС) РККА СССР, принимавшая участие в боевых действиях Великой Отечественной войны.

## Наименования полка
За весь период своего существования полк несколько раз менял своё наименование:
- 10-й истребительный авиационный полк;
- 69-й гвардейский истребительный авиационный полк;
- 69-й гвардейский истребительный авиационный Краковский полк;
- 69-й гвардейский истребительный авиационный Краковский ордена Александра Невского полк;
- Полевая почта 06833.

## Создание полка
69-й гвардейский истребительный авиационный полк образован переименованием 18 марта 1943 года 10-го истребительного авиационного полка в гвардейский за образцовое выполнение боевых задач и проявленные при этом мужество и героизм.

## Расформирование полка
69-й гвардейский истребительный авиационный Краковский ордена Александра Невского полк был расформирован в январе 1947 г. в составе 23-й гвардейской истребительной авиационной дивизии 2-й воздушной армии Центральной группы войск (Австрия).

## В действующей армии
В составе действующей армии:
- с 9 июля 1943 года по 21 сентября 1943 года, всего — 74 дня,
- с 4 октября 1943 года по 11 мая 1945 года, всего — 585 дней.

Итого — 659 дней.

## Командиры полка
- капитан, майор Терехин Николай Васильевич, 01.10.1941 — 30.12.1942 (погиб).
- гвардии майор, подполковник Кривяков Николай Кузьмич, 15.01.1943 — 03.05.1945.
- гвардии майор Полухин Александр Михайлович, 03.05.1945 — 31.12.1945.

## В составе соединений и объединений
| Период        | Фронт (округ)            | армия               | корпус                                            | дивизия                                             | примечание                                |
| ------------- | ------------------------ | ------------------- | ------------------------------------------------- | --------------------------------------------------- | ----------------------------------------- |
| 15.03.1943 г. | Московский военный округ |                     |                                                   | 22-й запасной иап                                   | Иваново, переучивание на Р-39 «Аэрокобра» |
| 18.03.1943 г. | Московский военный округ |                     |                                                   | 22-й запасной иап                                   | Иваново, переименован в гвардейский       |
| 30.06.1943 г. | Степной фронт            | 5-я воздушная армия |                                                   | 304-я истребительная авиационная дивизия            | Р-39 «Аэрокобра»                          |
| 04.10.1943 г. | Степной фронт            | 5-я воздушная армия | 7-й истребительный авиационный корпус             | 304-я истребительная авиационная дивизия            | Р-39 «Аэрокобра»                          |
| 20.10.1943 г. | 2-й Украинский фронт     | 5-я воздушная армия | 7-й истребительный авиационный корпус             | 304-я истребительная авиационная дивизия            | Р-39 «Аэрокобра»                          |
| 08.07.1944 г. | 1-й Украинский фронт     | 8-я воздушная армия | 7-й истребительный авиационный корпус             | 304-я истребительная авиационная дивизия            | Р-39 «Аэрокобра»                          |
| 27.10.1944 г. | 1-й Украинский фронт     | 8-я воздушная армия | 6-й гвардейский истребительный авиационный корпус | 23-я гвардейская истребительная авиационная дивизия | Р-39 «Аэрокобра»                          |
| 11.05.1945 г. | 1-й Украинский фронт     | 8-я воздушная армия | 6-й гвардейский истребительный авиационный корпус | 23-я гвардейская истребительная авиационная дивизия | Австрия, Р-39 «Аэрокобра»                 |
| 10.06.1945 г. | Центральная группа войск | 2-я воздушная армия |                                                   | 23-я гвардейская истребительная авиационная дивизия | Австрия, Р-39 «Аэрокобра»                 |
| 12.03.1947 г. | Центральная группа войск | 2-я воздушная армия |                                                   | 23-я гвардейская истребительная авиационная дивизия | Австрия, Р-39 «Аэрокобра», расформирован  |

## Участие в операциях
- Белгородско-Харьковская стратегическая наступательная операция — с 3 августа 1943 года по 23 августа 1943 года
- Кировоградская операция — с 5 января 1944 года по 16 января 1944 года
- Корсунь-Шевченковская операция — с 24 января 1944 года по 17 февраля 1944 года
- Уманско-Ботошанская операция — с 5 марта 1944 года по 17 апреля 1944 года
- Львовско-Сандомирская операция — с 13 июля 1944 года по 3 августа 1944 года
- Карпатско-Дуклинская операция — с 27 октября 1944 года по 28 октября 1944 года.
- Висло-Одерская операция — с 12 января 1945 года по 3 февраля 1945 года.
- Сандомирско-Силезская операция — с 12 января 1945 года по 3 февраля 1945 года.
- Нижне-Силезская наступательная операция — с 8 февраля 1945 года по 24 февраля 1945 года.
- Верхне-Силезская наступательная операция — с 15 марта 1945 года по 31 марта 1945 года.
- Берлинская наступательная операция — с 16 апреля 1945 года по 8 мая 1945 года.
- Пражская операция — с 6 мая 1945 года по 11 мая 1945 года.

## Почётные наименования

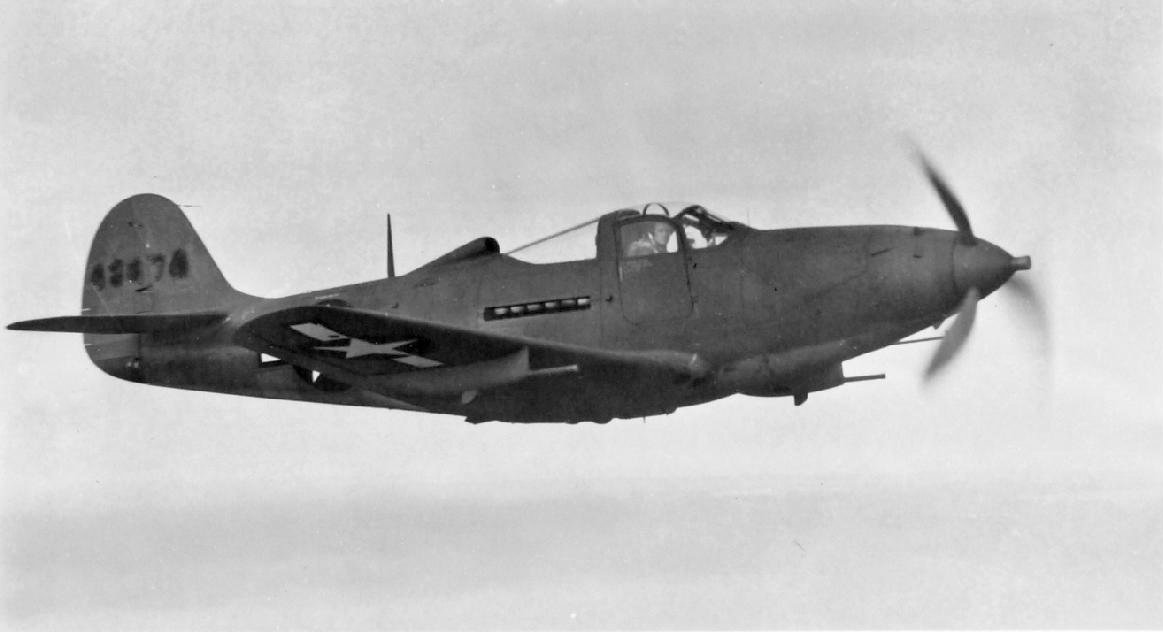
Р-39 Аэрокобра

- За отличие в боях за овладение городом Краков приказом ВГК 69-му гвардейскому истребительному авиационному полку присвоено почётное наименование «Краковский»[6].

## Награды
69-й гвардейский Краковский истребительный авиационный полк 26 апреля 1945 года «За образцовое выполнение боевых заданий командования в боях при прорыве обороны немцев и разгроме войск противника юго-западнее Оппельна и проявленные при этом доблесть и мужество» Указом Президиума Верховного Совета СССР награждён орденом Александра Невского.

## Отличившиеся воины полка
- Ефимов Пётр Иванович, гвардии капитан, заместитель командира эскадрильи 69-го гвардейского истребительного авиационного полка 23-й гвардейской истребительной авиационной дивизии 6-го гвардейского истребительного авиационного корпуса 2-й воздушной армии 27 июня 1945 года удостоен звания Героя Советского Союза. Золотая Звезда № 5660.
- Прошенков Николай Иванович, гвардии майор, командир эскадрильи 69-го гвардейского истребительного авиационного полка 23-й гвардейской истребительной авиационной дивизии 6-го гвардейского истребительного авиационного корпуса 2-й воздушной армии 27 июня 1945 года удостоен звания Героя Советского Союза. Золотая Звезда № 6559.
- Шикунов Фёдор Иванович, гвардии капитан, командир эскадрильи 69-го гвардейского истребительного авиационного полка 23-й гвардейской истребительной авиационной дивизии 6-го гвардейского истребительного авиационного корпуса 2-й воздушной армии 2 мая 1996 года удостоен звания Героя России (посмертно). Золотая Звезда № 270 передана родным.

## Благодарности Верховного Главнокомандующего
Верховным Главнокомандующим объявлены благодарности дивизии:
- За овладение городом Черкассы[8]
- За разгром окружённой группировки противника юго-западнее Оппельна и овладении в Силезии городами Нойштадт, Козель, Штейнау, Зюльц, Краппитц, Обер-Глогау, Фалькенберг[9]

## Статистика боевых действий
Всего за годы Великой Отечественной войны полком:
| Выполнено боевых вылетов | Сбито самолётов в воздухе | Уничтожено самолётов всего |
| ------------------------ | ------------------------- | -------------------------- |
| 7085                     | 245                       | 268                        |

Свои потери:
| Потеряно самолётов, всего | Погибло лётчиков всего | Погибло лётчиков в воздушных боях | Не вернулись с боевого задания | Погибло при налётах и прочие небоевые потери | Погибло в авиакатастрофах |
| ------------------------- | ---------------------- | --------------------------------- | ------------------------------ | -------------------------------------------- | ------------------------- |
| 88                        | 40                     | 14                                | 18                             | 2                                            | 6                         |